# Parafia św. Jana Chrzciciela w Komajach
Parafia św. Jana Chrzciciela w Komajach (biał. Парафія Святога Яна Хрысціцеля y Камаях) – parafia rzymskokatolicka w Komajach. Należy do dekanatu postawskiego diecezji witebskiej.

## Historia
Kościół w Komajach wybudowano w latach 1603–1606. Ufundował go właściciel miasta Jan Radomin-Dusiacki. Razem z fundacją kolator uposażył kościół folwarkiem Kungiszki, kapitałem pieniężnym 30 kop gr. i po 3 gr. co rok z poddanych, polami przy Hwozdowiczach, dwoma wioskami z 17 poddanymi, domem z placem dla śpiewaków, wstępem do jeziora przy Komajach. Pleban był zobowiązany do odprawiania trzech mszy tygodniowo w intencji fundatora.  
W 1643 roku P. i M Rudominowie założyli przy kościele szpital. W 1653 podymne z plebanii od 32 domów wynosiło 48 złp.
W XVII w. świątynia spłonęła. W 1669 roku parafia leżała w dekanacie świrskim diecezji wileńskiej. W 1673 podymne z plebanii pobierano od 17 domów. W 1675 wizytator zapisał: „kościół murowany, wielki, sklepienie w chórze w czasie najścia zniszczone”. W I poł. XVIII w. po ponownym zniszczeniu kościoła podczas wojny północnej nastąpiła jego przebudowa.
W 1744 roku do parafii należał kościół filialny w Olechniszkach. W 1790 w szpitaliku znajdowało się 17 ubogich. 
W 1860 parafia leżała w dekanacie święciańskim diecezji wileńskiej, posiadała kaplicę w Szylwie. 22 lipca 1862 roku parafię wizytował bp Adam Stanisław Krasiński.
W 1880 parafia liczyła 7065 wiernych zamieszkałych w 3440 domach (M = 3481, K = 3584), posiadała kaplice w miejscowościach Szylwa i Olechniszki. W 1910 istniała również kaplica cmentarna w Kamajsku. W 1915 roku wikariuszem był ks. Konstanty Stepowicz, białoruski działacz narodowy. 
W 1938 istniały cztery kaplice filialne parafii w miejscowościach Komaje, Szyłwa, Olechniszki i Serenczany. W latach 1939–1940 wikariuszem, a następnie pełniącym obowiązki proboszcza był ks. Jan Laska. Od stycznia 1944 roku był on kapelanem oddziału Armii Krajowej dowodzonego przez Zygmunta Szendzielarza „Łupaszkę”, a od lutego do lipca tego roku służył w 6 Brygadzie AK.
W 1985 roku kościół odrestaurowano z funduszów państwowych i zwrócono wiernym. 
W 2014 roku w Komajach obchodzono 50 rocznicę śmierci urodzonego tutaj muzyka Bronisława Rutkowskiego. W kościele odbyła się msza święta i koncert muzyki organowej. Imię Rutkowskiego nadano skwerowi przy kościele.

## Obecnie
Parafia posiada murowaną kaplicę filialną z XIX w. w Miegunach. Działa Domowy Kościół, chór parafialny, a na plebanii odbywają się oazy rekolekcyjne.

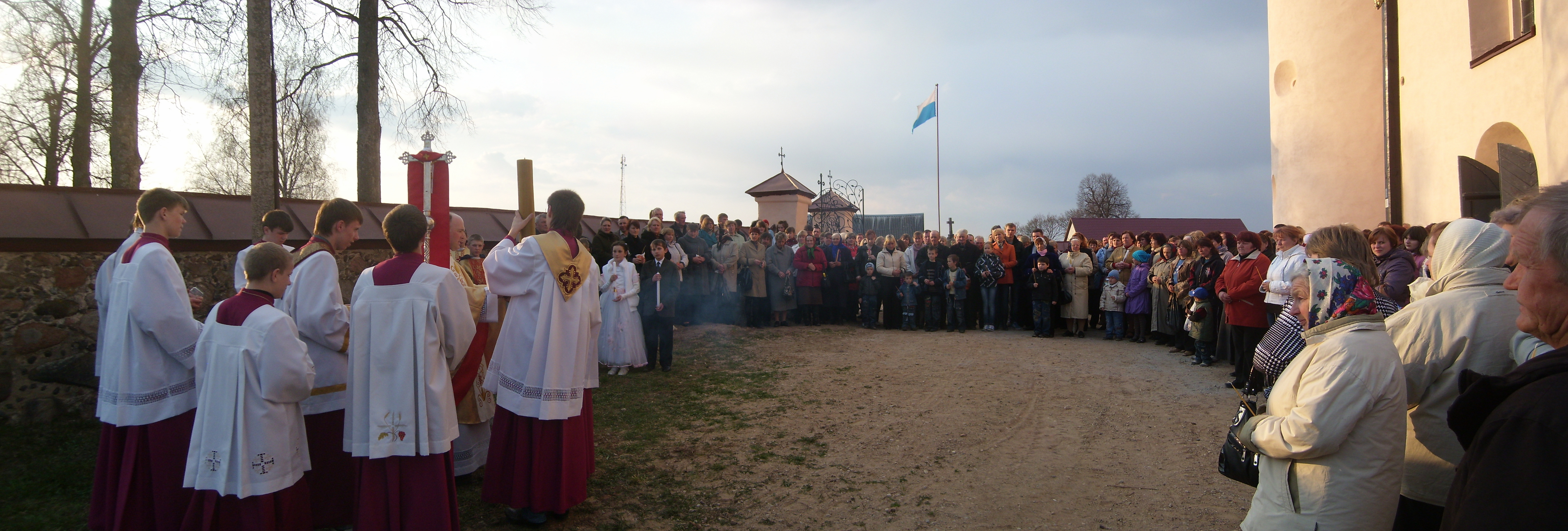
Liturgia Wielkiej Soboty w Komajach

## Demografia
Liczba katolików, wiernych parafii, w poszczególnych latach.

## Obszar
W 2004 roku do parafii należały miejscowości: Komaje, Jodowce, Filipowce, Leonki, Karolinowo, Koniabicze, Wiazowszczyzna, Nochowszczyzna, Bucewicze, Pniowo, Leonowicze, Kruki II, Ockowicze, Norkowicze, Muncewicze, Ciabuty, Mularze, Czyczele, Jankowicze, Kruki I, stacja Hoduciszki, Storguny, Sakuny, Bogdziuny, Jankiszki, Giejbowicze, Mirkliszki, Grodzie, Gwozdowicze, Łapuny, Daniewce, Łopucie, Nowosiołki II, Skarpówka, Podwiszniak, Maracze, Rusaki, Łowce, Żyguny, Mickiany, Romejki, Dąbrowszczyzna, Łodosie, Mieguny, Trapszewicze, Seranczany, Wostoczna, Dziawguny, Romaszkowicze, Żarskie. 

## Proboszczowie parafii
| imię i nazwisko            | daty urzędowania |
| -------------------------- | ---------------- |
| ks. Samuel Radkowski       | 1630–1675        |
| ks. Jan Walentynowicz      | 1789–1790        |
| ks. Tadeusz Sulistrowski   | 1790–1791        |
| ks. Zygmunt Chołchowski    | 1834 – 1857      |
| ks. Maciej Piotrowski      | 1871–1872        |
| ks. Jan Dauksza            | 1889 – 1899      |
| ks. Aleksander Łoszkiewicz | 1937–1940        |
| ks. Jan Laska (p.o.)       | 1940             |
| ks. Piotr Węckiewicz       | 1940–1942        |
| ks. Czesław Kucmierz SCJ   | 1997 – 2000      |
| ks. Jacek Hutman           | 2002 -           |